# Ježević
 Ježević je naselje (selo) koje se nalazi oko 4 kilometra od grada Vrlike.

## Zemljopisni položaj
Naselje Ježević se nalazi na krškoj zaravni između planine Dinare i akumulacijskog jezera Peruća. Najbliža naselja su mu Vinalić, Garjak i Koljane koja spadaju pod grad Vrliku.
Naselje je poprilično razvučeno uz obalu jezera te se proteže nekih 3 kilometra u duljinu, prateći svojim zaselcima konfiguraciju terena pri obali jezera.

## Stanovništvo
Kao i u većini naselja Dalmatinske zagore i naselje Ježević bilježi drastičan pad broja stanovnika naročito nakon završetka Domovinskog rata.
| broj stanovnika | 462   | 486   | 521   | 619   | 719   | 770   | 826   | 884   | 707   | 737   | 702   | 664   | 644   | 585   | 349   | 236   | 167   |
|                 | 1857. | 1869. | 1880. | 1890. | 1900. | 1910. | 1921. | 1931. | 1948. | 1953. | 1961. | 1971. | 1981. | 1991. | 2001. | 2011. | 2021. |